# Patinatge de velocitat als Jocs Olímpics d'hivern de 1960
Als Jocs Olímpics d'Hivern de 1960 celebrats a la ciutat de Squaw Valley (Estats Units) es disputaren vuit proves de patinatge de velocitat sobre gel, quatre en categoria masculina i quatre més en categoria femenina. Aquesta fou la primera vegada que les dones pogueren competir en aquesta disciplina. Les proves femenines es realitzaren entre els dies 20 i 23 de febrer i les masculines entre els dies 24 i 27 de febrer de 1960 a les instal·lacions del Blyth Arena.

## Resum de medalles

### Categoria masculina
| Prova             | Or               | Argent           | Bronze         |
| 500 m. detalls    | Yevgeny Grishin  | Bill Disney      | Rafael Gratsch |
| 1.500 m. detalls  | Roald Aas        | No es concedí    | Boris Stenin   |
| 1.500 m. detalls  | Yevgeny Grishin  | No es concedí    | Boris Stenin   |
| 5.000 m. detalls  | Viktor Kosichkin | Knut Johannesen  | Jan Pesman     |
| 10.000 m. detalls | Knut Johannesen  | Viktor Kosichkin | Kjell Bäckman  |

### Categoria femenina
| Prova            | Or                | Argent             | Bronze           |
| 500 m. detalls   | Helga Haase       | Nataliya Donchenko | Jeanne Ashworth  |
| 1.000 m. detalls | Klara Guseva      | Helga Haase        | Tamara Rylova    |
| 1.500 m. detalls | Lidiya Skoblikova | Elwira Seroczyńska | Helena Pilejczyk |
| 3.000 m. detalls | Lidiya Skoblikova | Valentina Stenina  | Eevi Huttunen    |

## Medaller
| Posició | País           | Or | Argent | Bronze | Total |
| 1       | Unió Soviètica | 5  | 4      | 3      | 12    |
| 2       | Noruega        | 2  | 1      | 0      | 3     |
| 3       | Alemanya       | 1  | 1      | 0      | 2     |
| 4       | Estats Units   | 0  | 1      | 1      | 2     |
| 4       | Polònia        | 0  | 1      | 1      | 2     |
| 6       | Finlàndia      | 0  | 0      | 1      | 1     |
| 6       | Països Baixos  | 0  | 0      | 1      | 1     |
| 6       | Suècia         | 0  | 0      | 1      | 1     |
|         |                |    |        |        |       |
| Total   | Total          | 8  | 8      | 8      | 24    |